# Peter Wallach
Peter Wallach (* 30. Oktober 1938 in Breslau) ist ein ehemaliger deutscher Sprinter, der für die DDR startete.
Bei den Olympischen Spielen 1964 in Tokio erreichte er mit der gesamtdeutschen Mannschaft das Halbfinale in der 4-mal-100-Meter-Staffel.
Mit dem SC Leipzig wurde er 1963 und 1964 DDR-Meister in der 4-mal-100-Meter-Staffel.
Seine persönliche Bestzeit über 100 Meter von 10,3 s stellte er am 3. Oktober 1963 in Leipzig auf.